# Sing (Lied)
Sing ist ein Lied des britischen Singer-Songwriters Ed Sheeran aus dem Jahr 2014.

## Entstehung und Veröffentlichung
Das Lied wurde vom Interpreten selbst, zusammen mit Pharrell Williams, geschrieben beziehungsweise komponiert. Letzterer zeichnete darüber hinaus für die Produktion verantwortlich.
Die Erstveröffentlichung von Sing erfolgte als Single am 7. April 2014. Am 20. Juni 2014 erschien es als Teil von Sheerans zweitem Studioalbum ×, dessen zweite Singleauskopplung es ist.

## Musikvideo
Das dazugehörige Musikvideo entstand unter der Regie von Emil Nava. Bis August 2025 zählte es über 234 Millionen Aufrufe bei YouTube. Das Video wurde bei den MTV Video Music Awards 2014 in der Kategorie „Best Male Video“ ausgezeichnet.

## Kommerzieller Erfolg

### Chartplatzierungen
| ChartsChartplatzierungen       | Höchstplatzierung | Wochen |
| ------------------------------ | ----------------- | ------ |
| Deutschland (GfK)              | 7 (26 Wo.)        | 26     |
| Österreich (Ö3)                | 11 (19 Wo.)       | 19     |
| Schweiz (IFPI)                 | 7 (24 Wo.)        | 24     |
| Vereinigte Staaten (Billboard) | 13 (20 Wo.)       | 20     |
| Vereinigtes Königreich (OCC)   | 1 (54 Wo.)        | 54     |

| ChartsJahrescharts (2014)      | Platzierung |
| ------------------------------ | ----------- |
| Deutschland (GfK)              | 44          |
| Österreich (Ö3)                | 67          |
| Schweiz (IFPI)                 | 43          |
| Vereinigte Staaten (Billboard) | 56          |
| Vereinigtes Königreich (OCC)   | 11          |

| ChartsJahrescharts (2010–2019) | Platzierung |
| ------------------------------ | ----------- |
| Vereinigtes Königreich (OCC)   | 83          |

### Auszeichnungen für Musikverkäufe
| Land/Region                  | Auszeichnungen für Musikverkäufe (Land/Region, Auszeichnung, Verkäufe) | Verkäufe  |
| ---------------------------- | ---------------------------------------------------------------------- | --------- |
| Australien (ARIA)            | 3× Platin                                                              | 210.000   |
| Deutschland (BVMI)           | Gold                                                                   | 150.000   |
| Frankreich (SNEP)            | —                                                                      | 52.100    |
| Irland (IRMA)                | Gold                                                                   | 7.500     |
| Italien (FIMI)               | 2× Platin                                                              | 60.000    |
| Kanada (MC)                  | 4× Platin                                                              | 320.000   |
| Neuseeland (RMNZ)            | 3× Platin                                                              | 45.000    |
| Österreich (IFPI)            | Gold                                                                   | 15.000    |
| Schweden (IFPI)              | Platin                                                                 | 40.000    |
| Schweiz (IFPI)               | Platin                                                                 | 30.000    |
| Spanien (Promusicae)         | Gold                                                                   | 20.000    |
| Vereinigte Staaten (RIAA)    | 3× Platin                                                              | 3.000.000 |
| Vereinigtes Königreich (BPI) | 3× Platin                                                              | 1.800.000 |
| Insgesamt                    | 4× Gold · 20× Platin ·                                                 | 5.749.600 |

Hauptartikel: Ed Sheeran/Auszeichnungen für Musikverkäufe